# 超聲波牙刷

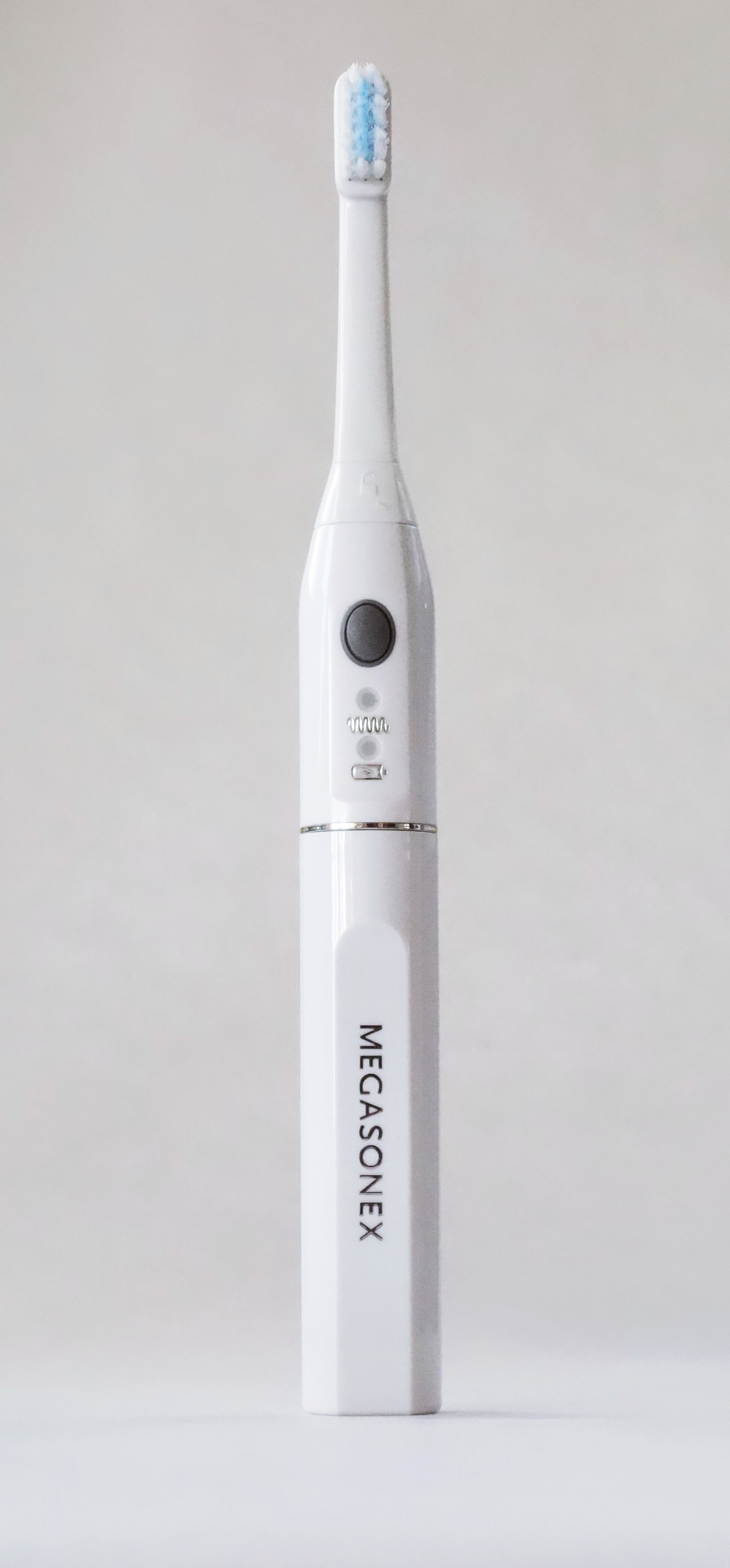
超声波牙刷（Megasonex 美格尚益）

超聲波(超音波)牙刷是一种发射超声波的电动牙刷，能夠移除牙菌斑，使形成牙菌斑的细菌变得无害。超声波被定义为超出人类听力频率范围外的一连串声波。超声波牙刷通常采用植入式的压电晶体管发射超声波。

## 背景
电动牙刷也可根据其振动的速度分类为一般的电动牙刷、声波牙刷或者超声波牙刷。如果牙刷的振动速度快得足以产生在可听音频范围内的嗡嗡声（20至 20,000Hz），即可归类为声波牙刷，虽然这類牙刷的频率范围一般介于200 – 400 Hz， 即12,000-24,000次振荡，或着每分钟24,000-48,000次波动。
任何振动速度超过可听音频范围 (20KHz, 或者每分钟24,000次振动) 的电动牙刷即可归类为超声波牙刷。
然而，最常见频率大约为1.6MHz (兆赫)，这等同于96,000,000次振荡或每分钟192,000,000次波动，此乃美国食品药物监督管理局批准的电动牙刷频率，并且已经过管广泛的研究。
某些超声波牙刷 (例如Smilex, Megasonex和Ultreo超声波牙刷) 同时具有音波和超声波的波动。

## 效用
據研究顯示使用超聲波牙刷能更有效率清潔口腔，並降低細菌與牙周病的嚴重程度，1995年的期刊論文提到使用超聲波電動牙刷六個月後，牙菌斑指數降低了75%，牙齦炎指數降低了65%，另一個研究指出使用超聲波牙刷30天牙菌斑指數減少96.3%，牙齦出血指數降低60%，牙周炎出血指數降低28%。超声波 (1.0-3.0MHz的频率) 被广泛的使用于医疗设备中，能加速骨头的愈合、治疗口腔溃疡、牙龈出血、以及去除牙菌斑等作用。

## 历史
第一支超声波牙刷被命名为Ultima, 之后更名为Ultrasonex。这支超声波牙刷在美国取得专利，并于1992 年获得美国食品药物监督管理局批准为家用电器。早期的超声波牙刷仅具备超声波，但Ultrasonex 在几年后推出了一款同时具有电动马达的型号，为使用者提供额外的声波振动。
Ultrasonex的母公司于2008年被收购，并退出了口腔卫生市场。之后，其他品牌的超声波牙刷 (例如Smilex, Ultreo®以及Megasonex®) 在世界各地营销。

## 声波的安全性
医疗界已使用超声波多年，其安全性也经过50年以上的研究。 美国食品药物监督管理局于1992年首度核准将超音波应用于牙刷，其使用频率为1.6MHz (兆赫) 。美国医学超声学会(AIUM) 和全美电器制造商协会 (NEMA) 于1993年发展出一套输出显示标准 (ODS) ，包括在美国食品药物监督管理局的新法规中加入热指数和机械指数，将能源输出限制在能够避免周围组织升温超过1°C的范围内。